# خلنج غرين
خلنج غرين (بالإنجليزية: Erica Green)‏ هي دراجة جنوب أفريقية، ولدت في 25 سبتمبر 1970 في جوهانسبرغ في جنوب أفريقيا.

## وصلات خارجية
- خلنج غرين على موقع إحصائيات الدراجات الإحترافية (الإنجليزية)
- خلنج غرين على موقع أوليمبيديا (الإنجليزية)